# The Rokes
I Rokes (in inglese The Rokes) sono stati un gruppo musicale beat, di origine del Regno Unito, attivo in Italia negli anni sessanta.
Nei suoi sette anni d'attività il gruppo vendette più di 5 milioni di dischi, diciassette singoli 45 giri e cinque album, imponendosi come una delle più importanti realtà del beat italiano.
Benché nato nel Regno Unito con il nome di Shel Carson Combo dal nome del suo fondatore Shel Shapiro, il gruppo assunse in Italia il nome con cui divenne famoso, e prevalentemente in italiano sono i brani con cui conobbe il successo.

## Storia

### 1960-1964: "Shel Carson Combo"
Il gruppo si forma nel Regno Unito nel 1960 con il nome "Shel Carson Combo", con Shel Shapiro alla voce e alla chitarra, Robert 'Bobby' Posner al basso, Mike Shepstone alla batteria e Vic Briggs (che poi entrerà negli Animals) alla chitarra solista, in seguito sostituito da Johnny Charlton. Shapiro è l'unico con esperienze di un certo rilievo (aveva accompagnato Gene Vincent 
in una serie di tour europei). Shepstone (discendente per parte di madre dal grande poeta del Regno Unito John Keats) e Shapiro sono stati compagni di scuola, e avevano suonato insieme in gruppi studenteschi.
Dopo una serie di tournée in Inghilterra e Scozia e dopo essersi esibiti stabilmente al famoso locale di Carnaby Street The Roaring Twenties, nell'autunno del 1962 anche gli Shel Carson Combo si recano a suonare per diversi mesi ad Amburgo. Vengono contattati, prima di tornare nel Regno Unito, da Colin Hicks (cantante di rock and roll, fratello del più noto Tommy Steele), che doveva effettuare un tour in Italia, dove aveva una piccola notorietà per la canzone Giddyup a Ding Dong, inserita nella colonna sonora del mondo movie di Alessandro Blasetti intitolato Europa di notte (1958), e che li scrittura sotto il nome abituale della sua band di accompagnamento,The Cabin Boys. Briggs, che non vuole andarsene dall'Inghilterra, lascia la band ed è sostituito da Johnny Charlton. Si compone la formazione definitiva dello Shel Carson Combo e quindi dei futuri Rokes.
Durante il concerto, a Torino avviene l'episodio che cambia la loro carriera. Colin Hicks, prima del concerto, perde la voce, ma lo spettacolo non viene annullato. A Shel e compagni viene chiesto di esibirsi al suo posto: si presentano con il loro nome originario ed eseguono il loro repertorio, costituito da cover di brani blues e rock'n'roll, riscuotendo un notevole successo, al punto che vengono scritturati per dei concerti autonomi.

### 1964: The Rokes e l'inizio della Brit-It invasion
Durante una serata al teatro Ambra Jovinelli di Roma vengono notati da Teddy Reno, manager di Rita Pavone, che propone loro di partecipare come gruppo di accompagnamento della cantante torinese. Con lei incisero San Francesco. Fu in questo periodo che il gruppo decide di chiamarsi Rokes, invece di Shel Carson Combo Su tale denominazione curiosa sono circolate varie interpretazioni, secondo alcuni si tratta di una voce gergale o dialettale inglese, oppure semplicemente una variazione fonetica di "Rocks"; secondo Bobby Posner era invece una variante fonetica di "rake" (rastrello), escogitata da Johnny Charlton. Teddy Reno diventa anche il loro produttore, procurando un contratto con l'ARC, per la quale incidono nel 1964 il primo 45 giri, contenente sul lato A un classico del rock and roll dal titolo Shake, Rattle and Roll.
Grazie a Teddy Reno partecipano nello stesso anno al Festival degli sconosciuti di Ariccia con Un'anima pura (un vecchio successo scritto da Claudio Celli e Gianni Guarnieri, entrambi nel Quartetto Radar, per Don Marino Barreto Junior che la incise con il titolo Un'anima tra le mani), ottenendo un buon piazzamento (il vincente sarà Dino).
Vengono scritturati per la pubblicità dei gelati Algida su Carosello, che aumenta la loro popolarità e fama, grazie anche al loro caratteristico accento inglese (come succederà anche a Mal qualche tempo dopo) nel lanciare lo slogan: «Posso dire una parola? C'è un Algida laggiù che mi fa gola».

### 1965-1967: The Rokes e gli anni delle classifiche
La grande notorietà viene con la canzone C'è una strana espressione nei tuoi occhi, versione in italiano di When You Walk in the Room, scritta dalla cantautrice statunitense Jackie DeShannon ma portata al successo dai Searchers (incisa anche nello stesso periodo dai New Dada e da Gianni Morandi con un altro testo e con il titolo di La mia voce), che entra nelle prime posizioni della classifica, consentendo loro di incidere il primo album.

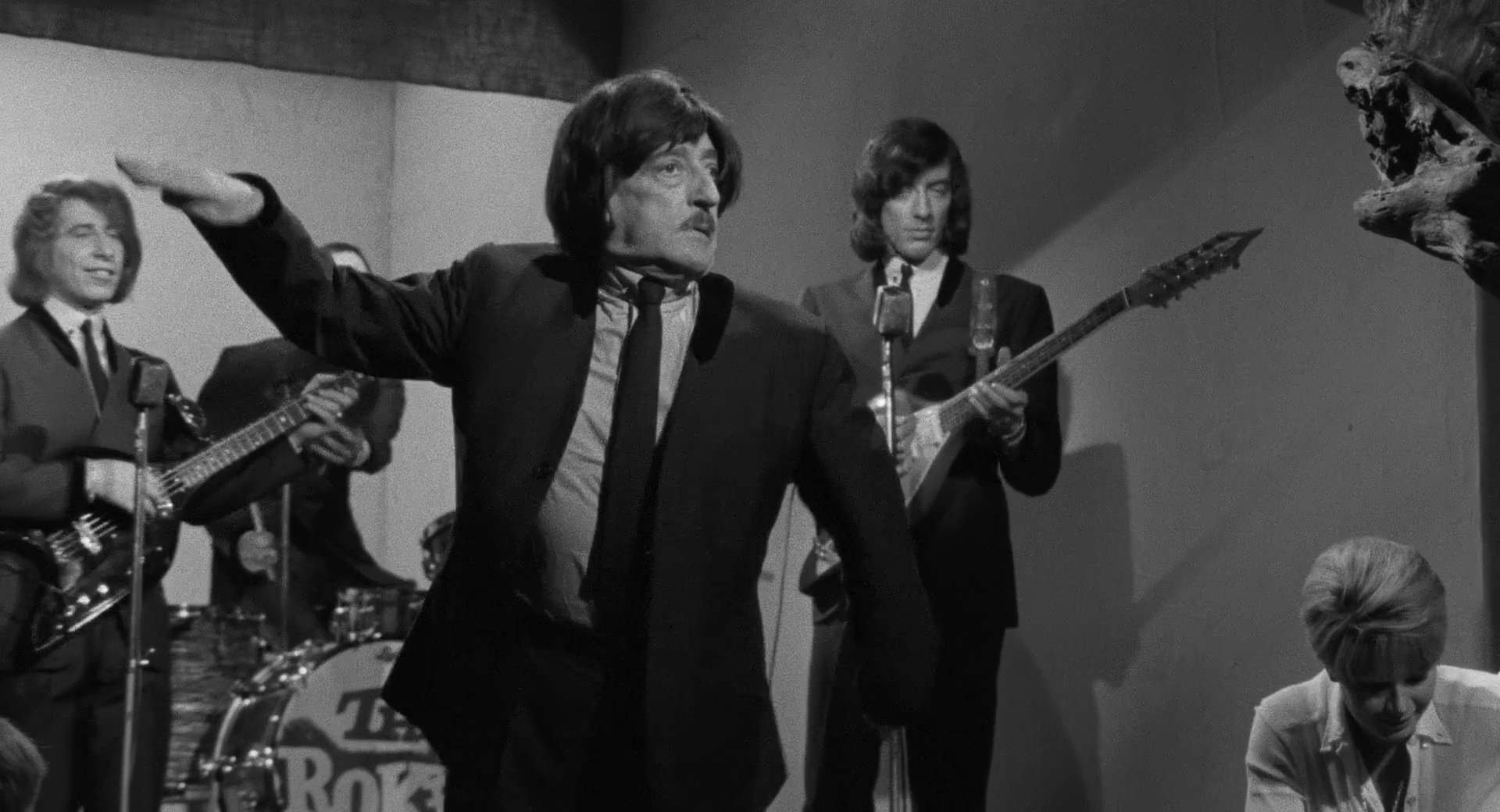
Totò e The Rokes nel film Rita, la figlia americana di Piero Vivarelli

Le serate aumentano, diventano uno dei gruppi principali del Piper Club e girano anche alcune pellicole, come Altissima pressione per la regia di Enzo Trapani e soprattutto Rita, la figlia americana di Piero Vivarelli, dove hanno modo di recitare insieme a Totò e di presentare alcune canzoni come Take a Look, No, no, no, Grazie a te (versione in italiano di I'm Alive degli Hollies) e The Wind Will Carry Them By.
Hanno molto materiale proprio e non si affidano esclusivamente a cover italiane di canzoni straniere, come molti altri gruppi beat. Nei testi, a volte scritti da Mogol, spesso propongono gli ideali di pace e fratellanza tipici del beat. Caratteristiche nelle loro esibizioni dal vivo le insolite chitarre Eko, a forma di freccia, successivamente definite "Eko Rokes".
Il biennio 1966-1967 è quello in cui i Rokes, ormai definiti "i Beatles italiani", raggiungono l'apice del successo, grazie soprattutto a due singoli: Che colpa abbiamo noi (versione in italiano di Cheryl's Goin' Home di Bob Lind, con testo di Mogol), che si piazza al secondo posto in classifica allo storico Cantagiro 1966 e conquista il primato nella classifica delle vendite di dischi a 45 giri, e È la pioggia che va, (cover di Remember the Rain di Bob Lind, poi ripresa anche da Caterina Caselli), che arriva prima in classifica. Il retro, Piangi con me, viene tradotto in inglese dai Grass Roots, e con il titolo di Live for Today entra in classifica negli Stati Uniti: entrambi riprendono contestualmente I Count the Tears (1960) dei The Drifters.

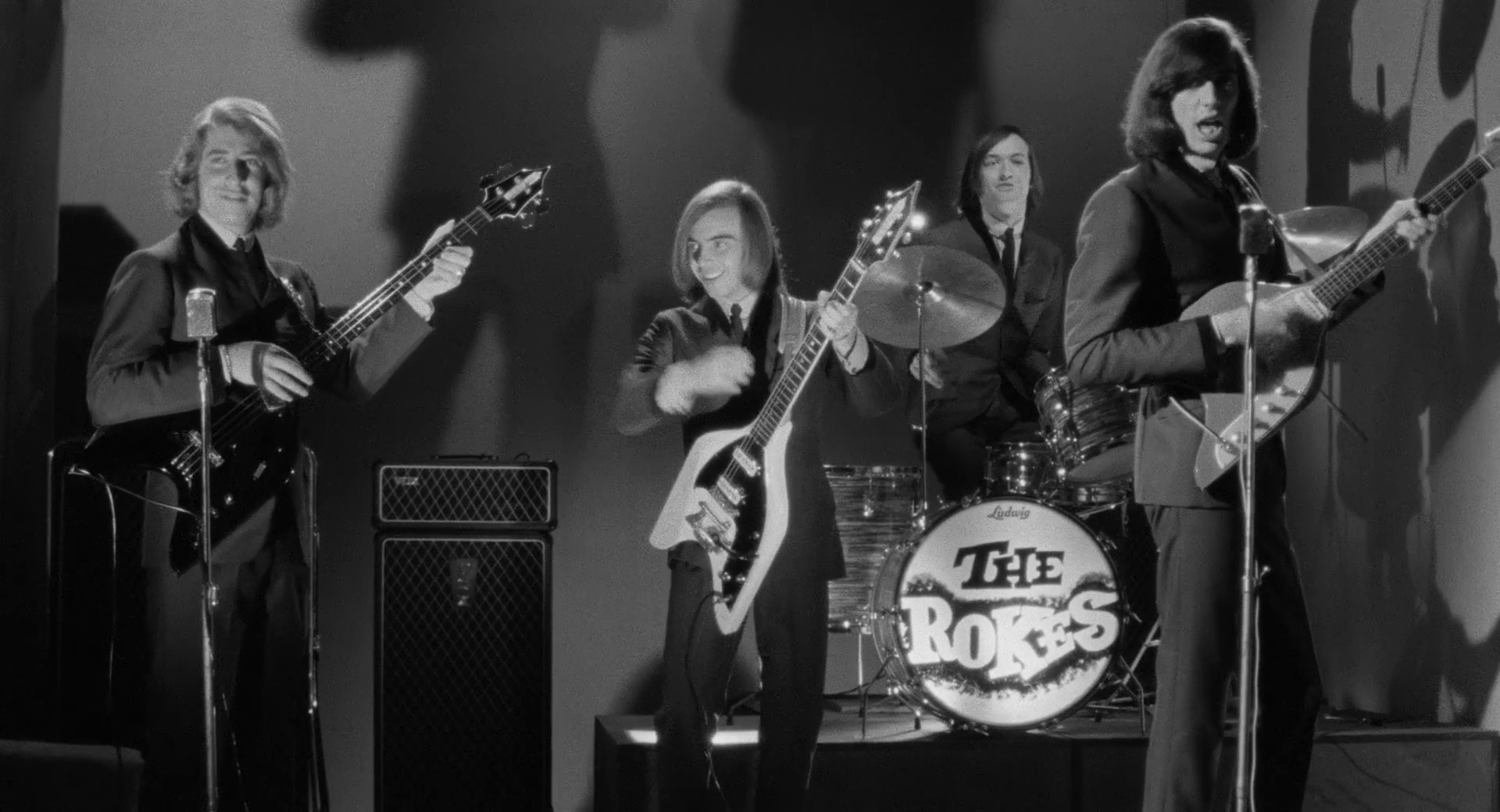
The Rokes nel film Rita, la figlia americana di Piero Vivarelli

Nell'agosto 1966 i Rokes partecipano al "Cantastampa" con il brano Che mondo strano di Sergio Modugno; nello stesso periodo Shel Shapiro e Mike Shepstone pubblicano un 45 giri con lo pseudonimo Les & Kim, contenente La mia ispirazione e Unchained Melody.
Nel 1967 partecipano al Festival di Sanremo con Bisogna saper perdere, che presentano in coppia con Lucio Dalla, ottenendo nuovamente un notevole successo di vendite (caratteristiche dell'esecuzione del pezzo in pubblico sono l'esibizione di profilo e il colpo di tacco all'unisono di Shel, Johnny e Bobby, durante il ritornello). La fortunata serie di hits prosegue quindi con Eccola di nuovo, versione in italiano di Here Comes My Baby di Cat Stevens, e con Cercate di abbracciare tutto il mondo come noi, in cui si accostano alle sonorità hippy californiane (il disco viene stampato in un vinile particolare, mescolato a essenze di colonia, che lo rendono profumato).
Nella primavera dello stesso anno il popolare gioco televisivo Chissà chi lo sa?, condotto da Febo Conti, indice un sondaggio-referendum fra il pubblico dei giovanissimi per stabilire il gruppo musicale preferito (il voto doveva essere inviato per cartolina postale), che per i Rokes si traduce in un vero e proprio trionfo, come nel successivo sondaggio promosso dal settimanale "Giovani". Nell'intervista rilasciata sempre in quell'anno dai Nomadi allo stesso periodico vengono definiti il migliore gruppo beat in Italia, musicalmente di gran lunga superiori all'Equipe 84. Sempre nell'estate del 1967, i Rokes si esibiscono in applauditissimi concerti e galà a La Bussola di Sergio Bernardini, in Versilia, tempio della musica internazionale in quegli anni.

### 1968-1970: Il declino
Nel 1968 si presentano nuovamente al Festival di Sanremo, in coppia con i Cowsills, con la canzone Le opere di Bartolomeo: brano non pienamente riuscito, registra un insuccesso di vendite. Anche i successivi, con la sola eccezione di Lascia l'ultimo ballo per me (versione in italiano di Save the Last Dance for Me), ultimo loro singolo a entrare in classifica, non hanno miglior successo, pur essendo interessanti (Sempre giorno, ad esempio, presenta delle sonorità psichedeliche particolari).
Nello stesso anno recitano nella commedia musicale di Leo Chiosso e Tata Giacobetti, per la regia di Daniele D'Anza, Non cantare, spara (1968), parodia Western per la Rai con il Quartetto Cetra. I Rokes interpretano la parte di una tribù di pellerossa Cherokee.
Nel 1969 tornano per la terza volta a Sanremo, presentando Ma che freddo fa in coppia con Nada, ma è la versione della cantante livornese che viene ricordata, pur essendo ben eseguita anche quella dei Rokes. Subito dopo il festival, il gruppo tiene alcuni concerti dal vivo, di cui due al teatro Parioli di Roma, poi pubblicati in un CD nel 1993 dalla rivista di collezionismo musicale Raro! Il penultimo 45 giri, 28 giugno, è il canto del cigno dei Rokes: pezzo molto interessante, soprattutto nella versione live con l'assolo finale di Johnny Charlton, ottiene un successo clamoroso di pubblico al Cantagiro dello stesso anno.
Pochi mesi dopo, in contemporanea con un programma sulla RAI interamente dedicato a loro (la notizia fu riportata dal settimanale Giovani), sarebbe dovuto uscire un album live, intitolato Due ore con i Rokes, progetto che la casa discografica abbandona. L'ascolto dell'album consente di apprezzare le notevoli capacità musicali dei Rokes.
La mancata pubblicazione del disco, unita ai pochi riscontri commerciali degli ultimi singoli e alle aspirazioni da solista di Shel Shapiro, portano il gruppo allo scioglimento nel 1970.

### The Rokes dopo The Rokes
Terminata l'esperienza di gruppo, Shapiro resta nel mondo musicale dedicandosi sia a una carriera come cantautore che all'attività di produttore e autore per altri interpreti. Spiccano i brani Non ti bastavo più del 1971 (composta insieme a Pallavicini), portata al successo da Patty Pravo, Era, presentata all'Eurofestival 1975 a Stoccolma da Wess & Dori Ghezzi, dove ottiene il 3º posto in classifica, e Per amore della musica.
Nel 2007 Shapiro riscuote un ottimo successo di critica e di pubblico con lo spettacolo teatrale Sarà una bella società, su testi di Edmondo Berselli, poi pubblicato come libro+cd.
Johnny Charlton, che è anche pittore, ha aperto a Roma una galleria d'arte, la "Galleria Charlton", ed è un apprezzato esperto del settore. Nel 2010 presenta insieme a Mal per dieci puntate il Cinebox nella trasmissione televisiva Ciak... si canta!. Nel 2011 è il capitano della giuria nel programma I raccomandati. Ritorna nella nuova stagione di Ciak... si canta! per la puntata di chiusura insieme a Mal, per cantare dal vivo e presentare il video di She Loves You dei Beatles. Tra il 2012 e il 2014 è presentatore e voce fuori  delle prime tre edizioni del programma Techetechete'.
Mike Shepstone, per poco tempo, a causa delle disavventure giudiziarie di Alfio Cantarella, suona la batteria con gli eterni amici/rivali dell'Equipe 84, per poi tornare nel Regno Unito, imitato da Robert Bobby Posner.
Nel 2013 Posner, nel frattempo stabilitosi nuovamente in Italia, e Shepstone riformano il gruppo col supporto di altri musicisti italiani sotto il nome di The Rokes M&B suonando dal vivo e incidendo un CD dal titolo The Rokes 4ever..
Nel 2023 Mike Shepstone collabora con Marco Bonino, scrivendo alcuni testi per l'album del cantautore The Singer in the Band.

## Formazione
- Norman David Shapiro detto "Shel": voce, chitarre
- Robert Posner detto "Bobby": voce, basso
- Johnny Charlton: chitarra solista
- Mike Shepstone: voce, batteria

## Discografia

### Album in studio
- 1965 - The Rokes
- 1966 - The Rokes vol. 2
- 1966 - Che mondo strano
- 1968 - The Rokes
- 1969 - I successi dei Rokes

### Raccolte
- 1977 - These Were the Rokes
- 1988 - Anthology
- 2002 - The Rokes (2 cd)
- 2008 - Let's Live For Today: The Rokes In English 1966-68

### Live
- 1993 - Dal vivo al teatro Parioli - 1969

### Singoli
- 1964 - Shake rattle and roll/Quando eri con me
- 1964 - Un'anima pura/She asks of you
- 1965 - C'è una strana espressione nei tuoi occhi/Ci vedremo domani
- 1965 - Grazie a te/La mia città
- 1966 - Ascolta nel vento/Il primo sintomo
- 1966 - Che colpa abbiamo noi/Piangi con me
- 1966 - È la pioggia che va/Finché c'è musica mi tengo su
- 1967 - Bisogna saper perdere/Non far finta di no
- 1967 - Eccola di nuovo/Ricordo quando ero bambino
- 1967 - Cercate di abbracciare tutto il mondo come noi/Regency sue
- 1968 - Le opere di Bartolomeo/Siamo sotto il sole
- 1968 - Lascia l'ultimo ballo per me/Io vivrò senza te
- 1968 - Qui non c'è nessuno/La luna è bianca, la notte è nera
- 1968 - Baby come back/Hello come stai
- 1969 - Ma che freddo fa/Per te, per me
- 1969 - 28 giugno/Mary
- 1969 - Ombre blu/Sempre giorno

### Come Les & Kim
- 1966 - La mia ispirazione/Unchained Melody

## Filmografia
- Rita, la figlia americana (1965)
- Altissima Pressione (1965)
- Non cantare, spara (1968)